# Syllepte picalis
Syllepte picalis là một loài bướm đêm trong họ Crambidae.